# Liga de Béisbol de Bogotá
La Liga de Béisbol de Bogotá es una organización deportiva de derecho privado, sin ánimo de lucro, con funciones de interés público y social, constituida con el fin organizar administrativa y técnicamente el Béisbol en Bogotá, por delegación de la Federación Colombiana de Béisbol.
Los colores distintivos de la Liga son blanco, amarillo y rojo.
Es objeto de la Liga, fomentar, patrocinar y organizar el Béisbol en la capital de Colombia, realizando así todas las actividades deportivas, recreativas y de formación, correspondientes a su práctica, ejerciendo las funciones que en efecto se entiendan delegadas por la Federación Colombiana de Béisbol.

## Historia
En 1.945 Rafael Zúñiga fundó la Liga de Béisbol de Cundinamarca, nombre que llevó hasta el 18 de mayo de 1970, cuando el Ministerio de Justicia de Colombia le otorgó la personería jurídica y con la creación de Coldeportes, el mismo año, asumió el título de Liga de Béisbol de Bogotá.
En 1.967 un bogotano ya hacía historia en el béisbol Nacional, Juan Zabaleta lanzó un partido "No hit - No run" en competencias nacionales, lo que para esa época y con la recién nacida "pelota caliente" de Bogotá, se convirtió en una indiscutible Azaña.
Con apenas siete años de vida, la Liga capitalina fue designada para organizar y llevar a cabo el Campeonato Nacional Juvenil, certamen que sirvió para que un cartagenero con apenas 17 años se destacara en el ámbito internacional. Bogotá fue el trampolín para que Joaquín "El Jacky" Gutiérrez fuera firmado por los Medias Rojas de Boston.
En 1991, bajo la batuta de Hermes Barros Cabas, los "Cachacos" realizaron con éxito el Trigésimo Cuarto Campeonato Nacional de Mayores, la gran fiesta del Béisbol, certamen en el que el seleccionado del Atlántico contó con la más grande figura colombiana del béisbol de Grandes Ligas: Édgar Rentería Erazo.

## Clubes de béisbol en Bogotá
El Estadio fue entregado en comodato a la Liga de Béisbol de Bogotá por el I.D.R.D., 

los clubes de béisbol de la ciudad de Bogotá son:
| Nombre del Club                    | Reconocimiento Deportivo No | Teléfono   |
| ---------------------------------- | --------------------------- | ---------- |
| Club Águilas de Bogotá             | 0636                        | 3105214463 |
| Club Atléticos de Ciudadela        | 1159                        | 3102139384 |
| Club de Béisbol Dragones de Bogotá | 0019                        | 3208455793 |
| Club Ecopetrol                     | 0413                        | 3187122258 |
| Club Leones de Bogotá              | 0662                        | 3155352851 |
| Club Pumas de la Sabana            | 0186                        | 3183911508 |
| Club Yankees D.C.                  | 0703                        | 3222522840 |

Reconocimientos deportivos otorgados por el IDRD. 